# 負出山
負出山（おいだしやま）は、徳島県徳島市と名東郡佐那河内村との境界に位置する山である。標高346.4m。別名「追出山」。

## 地理
徳島市と佐那河内村の境界に位置し、西に二秀峯（佐那河内村と名西郡神山町の境界）、東竜王山、西竜王山（徳島市と佐那河内村の境界）が聳え、山のすぐ側には一級水系・吉野川の主要支流である園瀬川とその支流である嵯峨川が、北には鮎喰川が流れる。
全山雑木の二次林からなり、所々にミカン畑が開かれる。